# Tiphobiosis quadrifurca
Tiphobiosis quadrifurca är en nattsländeart som beskrevs av Ward 1997. Tiphobiosis quadrifurca ingår i släktet Tiphobiosis och familjen Hydrobiosidae. Inga underarter finns listade i Catalogue of Life.